# Higrav
Higrav est une localité du comté de Nordland, en Norvège.

## Géographie
Administrativement, Higrav fait partie de la kommune de Hadsel.